# Golida
Golída ali žêhtar (tudi dojáča, dojílnica, káblica, molzník ali molznják)  je posoda za molžo. Včasih so jih kmetje sami izdelovali iz smrekovih dog in jih vezali s smrekovimi obroči. Posodo poznajo na vsem slovenskem ozemlju, pa tudi na Hrvaškem, v Črni gori in Makedoniji, a z drugimi besedami.